# Liste der Biografien/Seib
Liste der Biografien |
Portal Biografien |
Personensuche
# |
A |
B |
C |
D |
E |
F |
G |
H |
I |
J |
K |
L |
M |
N |
O |
P |
Q |
R |
S |
T |
U |
V |
W |
X |
Y |
Z |
?
 
Sa |
Sb |
Sc |
Sd |
Se |
Sf |
Sg |
Sh |
Si |
Sj |
Sk |
Sl |
Sm |
Sn |
So |
Sp |
Sq |
Sr |
Ss |
St |
Su |
Sv |
Sw |
Sy |
Sz
 
Sea |
Seb |
Sec |
Sed |
See |
Sef |
Seg |
Seh |
Sei |
Sej |
Sek |
Sel |
Sem |
Sen |
Seo |
Sep |
Seq |
Ser |
Ses |
Set |
Seu |
Sev |
Sew |
Sex |
Sey |
Sez
 
Seib |
Seic |
Seid |
Seie |
Seif |
Seig |
Seij |
Seik |
Seil |
Seim |
Sein |
Seip |
Seir |
Seis |
Seit |
Seiu |
Seiv |
Seiw |
Seix |
Seiz
Die Liste der Biografien führt alle Personen auf, die in der deutschsprachigen Wikipedia einen Artikel haben. Dieses ist eine Teilliste mit 136 Einträgen von Personen, deren Namen mit den Buchstaben „Seib“ beginnt.

## Seib
- Seib, Jacob (1812–1883), deutscher Fotograf
- Seib, Marion (* 1954), deutsche Politikerin (CSU), MdB
- Seib, Wilhelm (1854–1924), österreichischer Bildhauer

### Seiba
- Seibaeus, Ambrosius (1571–1644), deutscher Priester und Weihbischof des Bistums Mainz
- Seibald, Max (* 1968), österreichischer Bildhauer

### Seibe
- Seibeb, Costa (1992–2017), namibischer Radrennfahrer
- Seibel, Albert (1844–1936), französischer Arzt und Rebzüchter
- Seibel, Alexander (* 1943), österreichischer Publizist und Evangelist
- Seibel, Anne, französische Szenenbildnerin und Produktionsdesignerin
- Seibel, Beatriz (1934–2018), argentinische Theaterwissenschaftlerin und Autorin
- Seibel, Carl-August (* 1958), deutscher Unternehmer
- Seibel, Claus (1936–2022), deutscher Hörfunk- und Fernsehjournalist
- Seibel, Edgar (* 1991), deutscher Schriftsteller, Texter und Übersetzer russlanddeutscher Herkunft
- Seibel, Felix (* 1997), deutscher Skeletonpilot
- Seibel, Hermann (1903–1964), deutscher Politiker (Zentrum, CDU), MdL
- Seibel, Ivan (* 1947), deutschbrasilianischer Mediziner, Autor und Übersetzer
- Seibel, Jürgen (* 1971), deutscher Chemiker
- Seibel, Klaus (* 1959), deutscher Autor
- Seibel, Klauspeter (1936–2011), deutscher Dirigent
- Seibel, Manfred (* 1958), deutscher Politiker (Grüne), MdL
- Seibel, Thilo (* 1967), deutscher Kabarettist
- Seibel, Wilfried (1930–2006), deutscher Lebensmitteltechnologe
- Seibel, Wilfried (1945–2015), deutscher Politiker (CDU), MdB
- Seibel, Wolfgang (1928–2024), deutscher Jesuit und Publizist
- Seibel, Wolfgang (* 1953), deutscher Verwaltungswissenschaftler
- Seibel-Emmerling, Lieselotte (* 1932), deutsche Politikerin (SPD), MdL, MdEP
- Seibeld, Cornelia (* 1974), deutsche Politikerin (CDU), MdACornelia Seibeld (* 1974)

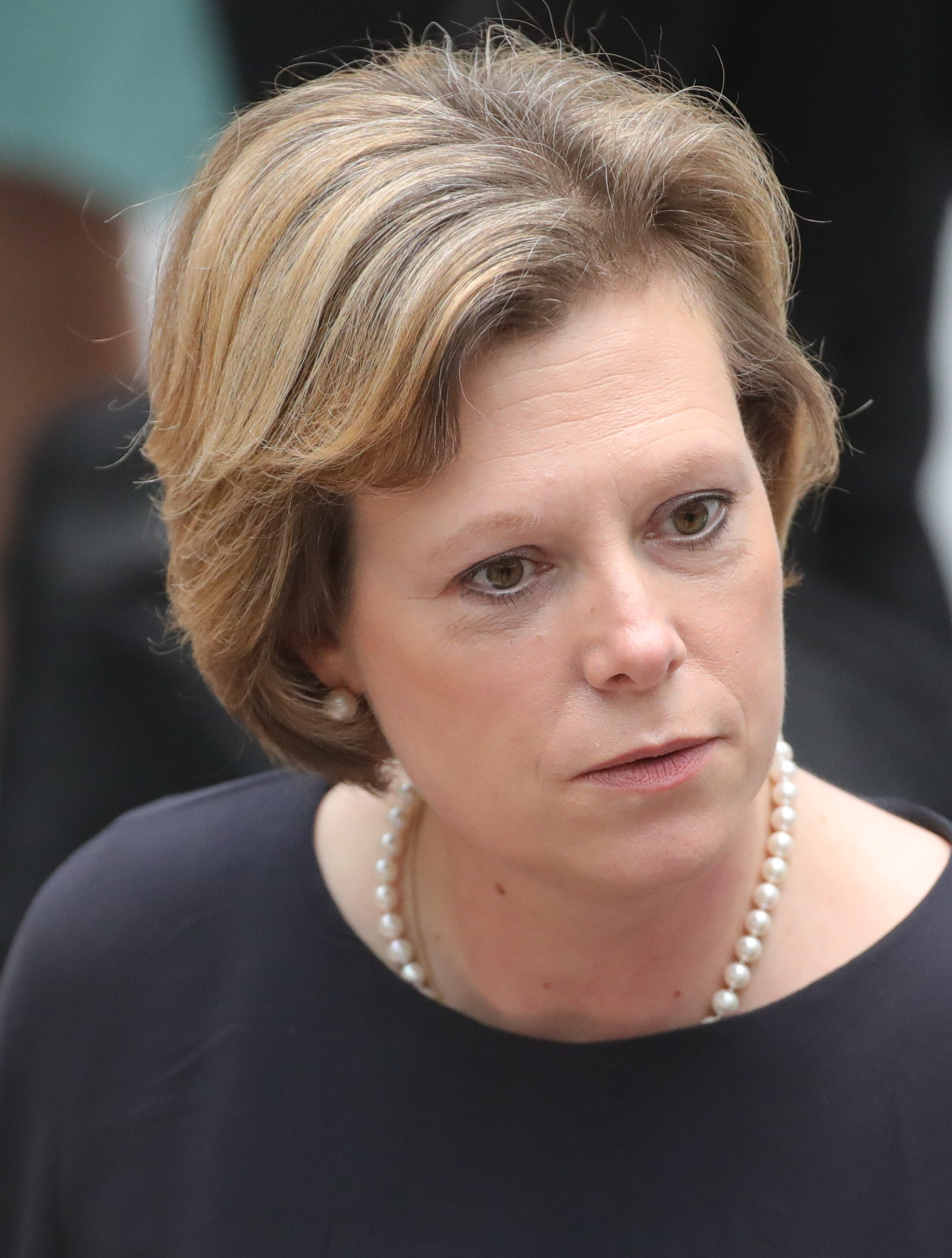
Cornelia Seibeld (* 1974)

- Šeibelis, Alberts (1906–1972), lettischer Fußballspieler
- Seibels, Carl (1844–1877), deutscher Maler des Biedermeier
- Seibelt, Guido (* 1973), deutscher Journalist und Radiomoderator
- Seiber, Mátyás (1905–1960), ungarisch-britischer Komponist
- Seiberg, Nathan (* 1956), israelisch-US-amerikanischer theoretischer Physiker
- Seiberling, Francis (1870–1945), US-amerikanischer Politiker
- Seiberling, John F. (1918–2008), US-amerikanischer Politiker (Demokrat)
- Seibert, Adam (1818–1880), Unternehmer, Mitglied des Kurhessischen Kommunallandtages Kassel
- Seibert, Björn, deutscher EU-BeamterBjörn Seibert

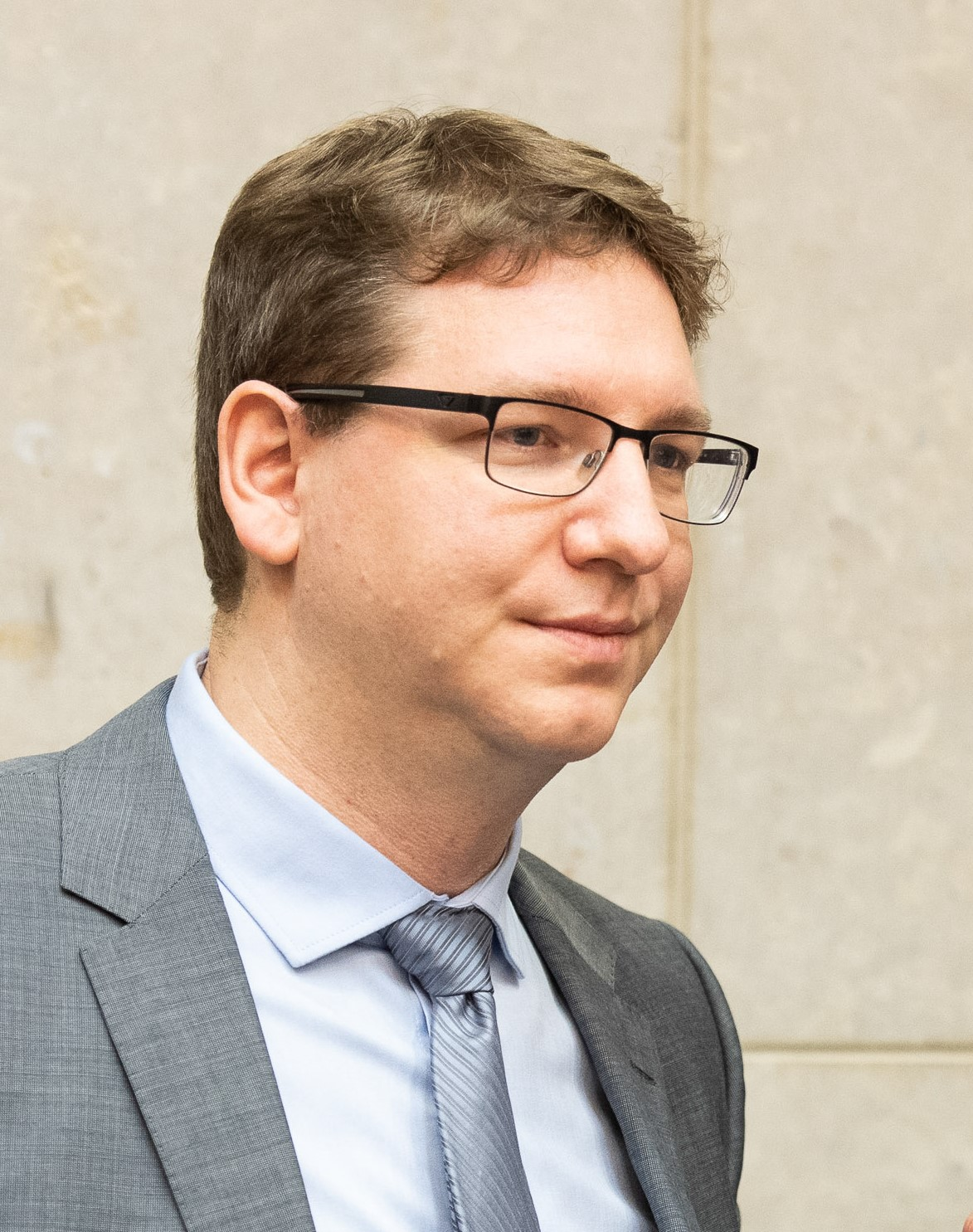
Björn Seibert

- Seibert, Christian (* 1972), deutscher Autor und Musiker
- Seibert, Christian (* 1975), deutscher Pianist
- Seibert, Christoph (* 1971), deutscher evangelischer Theologe und Religionsphilosoph
- Seibert, Claus (1902–1977), deutscher Jurist und Richter am Bundesgerichtshof
- Seibert, Curt (1898–1975), deutscher Offizier, Journalist und Autor
- Seibert, Daniel (* 1980), deutscher Hauptfeldwebel, Träger des Ehrenkreuzes der Bundeswehr für Tapferkeit
- Seibert, Earl (1910–1990), kanadischer Eishockeyspieler
- Seibert, Edith (1915–2003), deutsche Malerin
- Seibert, Eugen (1883–1938), deutscher Architekt
- Seibert, Evi (* 1961), deutsche Radio- und Fernsehmoderatorin, Journalistin und Sprecherin
- Seibert, Florence B. (1897–1991), US-amerikanische Biochemikerin
- Seibert, Frank, deutscher Journalist, Moderator, Webvideoproduzent
- Seibert, Friedrich Wilhelm (1871–1944), deutscher Lehrer, Mitglied des Provinziallandtages der Provinz Hessen-Nassau
- Seibert, Fritz (* 1917), deutscher Kommunist, Journalist, Buchautor und Wehrmachtsdeserteur
- Seibert, Georg (1939–2017), deutscher Bildhauer
- Seibert, Gertrude Woodcock (1864–1928), amerikanische Lyrikerin und Bibelforscherin
- Seibert, Hans (1913–1990), deutscher Politiker (BP), MdL Bayern
- Seibert, Heinrich (1910–1951), deutscher SS-Hauptsturmführer des Dritten Reiches
- Seibert, Helga (1939–1999), deutsche Richterin des Bundesverfassungsgerichts
- Seibert, Hubertus (* 1954), deutscher Historiker
- Seibert, Ingo (* 1972), deutscher American-Football-Spieler
- Seibert, Jakob (* 1939), deutscher Althistoriker
- Seibert, Johann Ludwig von (1744–1810), preußischer Generalleutnant, Generalinspekteur der Werbung im Reich
- Seibert, Katrin (* 1970), deutsche Para-Badmintonspielerin
- Seibert, Kurt (* 1944), deutscher Pianist, Kammermusiker und Hochschullehrer
- Seibert, Ludwig (1833–1903), deutscher Musikdirektor und Komponist
- Seibert, Mark, US-amerikanischer Musiker, Komponist und Musikproduzent
- Seibert, Mark (* 1979), deutscher Musicaldarsteller
- Seibert, Michael (* 1960), US-amerikanischer Eiskunstläufer
- Seibert, Norbert (* 1957), deutscher Erziehungswissenschaftler
- Seibert, Oliver (1881–1944), kanadischer Eishockeyspieler
- Seibert, Paul (1921–1997), deutscher Botaniker
- Seibert, Peter (* 1948), deutscher Medienwissenschaftler und Germanist
- Seibert, Philipp (1915–1987), deutscher Gewerkschafter und Politiker (SPD), MdB
- Seibert, Rosemarie (1931–2012), deutsche Kommunalpolitikerin (FDJ, SED) und Oberbürgermeisterin von Erfurt
- Seibert, Rudolf (1898–1933), deutscher römisch-katholischer Lehrer und Märtyrer
- Seibert, Steffen (* 1960), deutscher Fernsehjournalist, Regierungssprecher und DiplomatSteffen Seibert (* 1960)

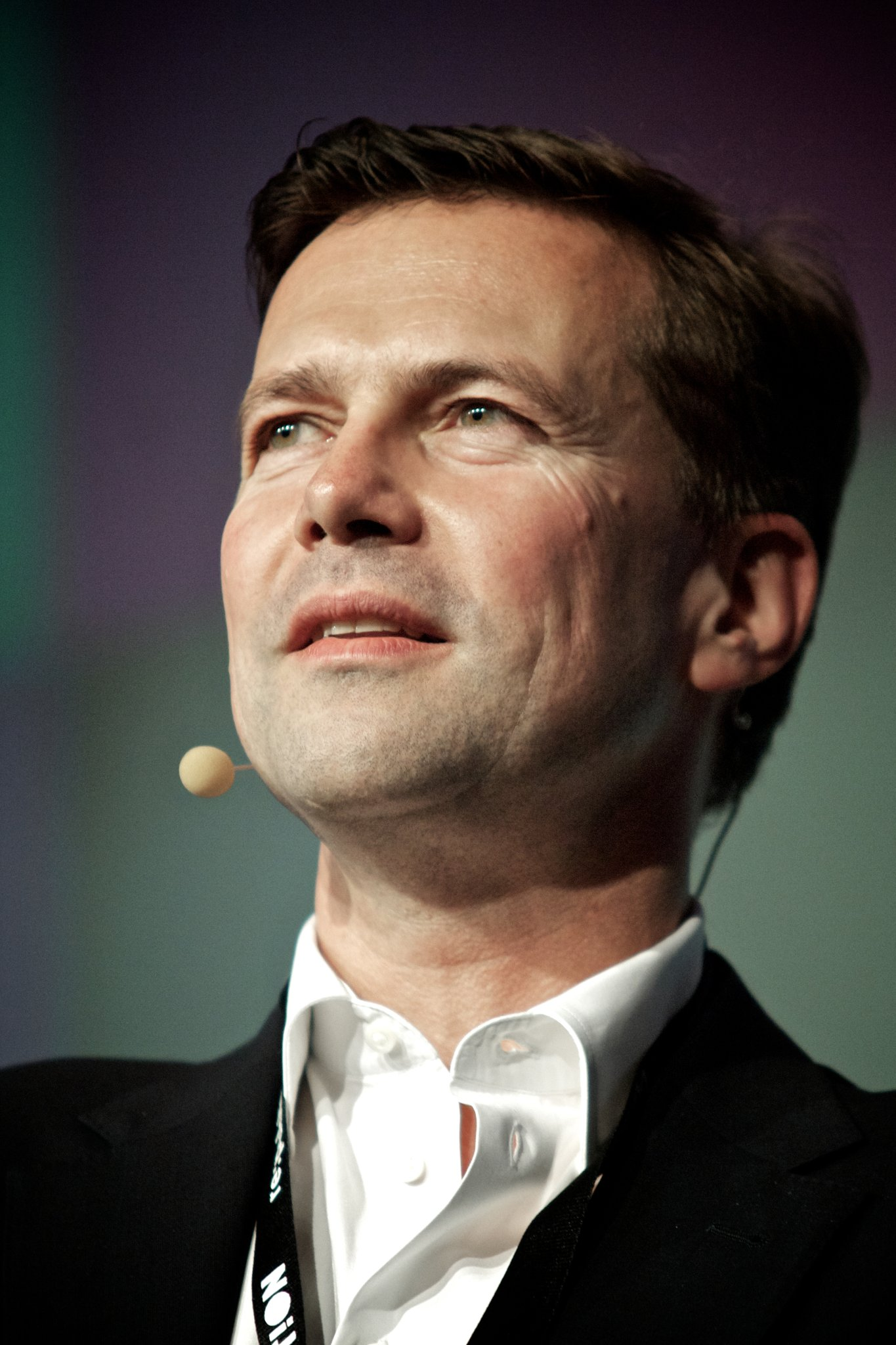
Steffen Seibert (* 1960)

- Seibert, Theodor (1870–1936), deutscher Politiker (DVP), MdR
- Seibert, Theodor (* 1896), deutscher Journalist
- Seibert, Ulrich (* 1954), deutscher Jurist
- Seibert, Willi (1908–1976), deutscher SS-Offizier, stellvertretender Befehlshaber der Einsatzgruppe DWilli Seibert (1908–1976)

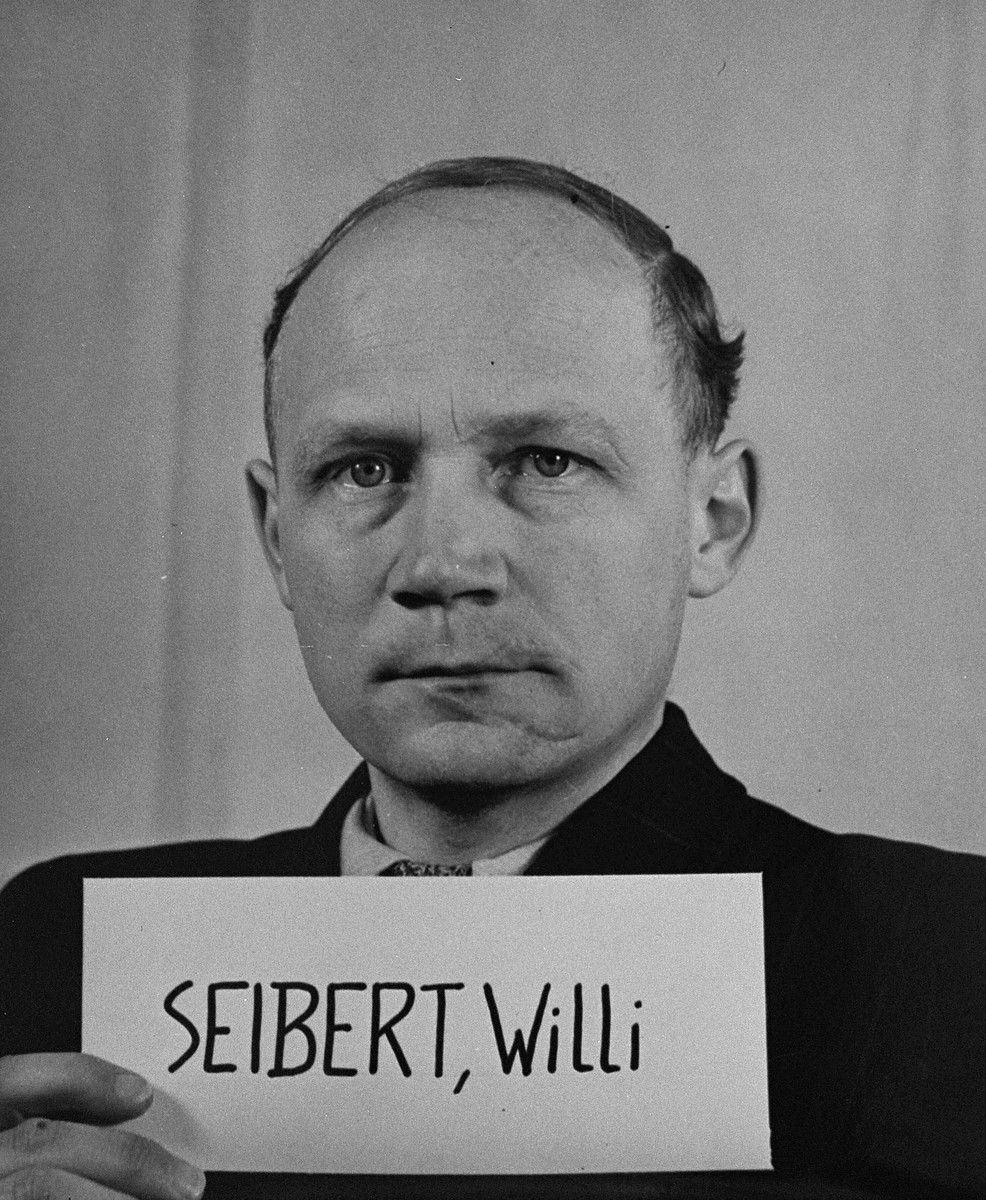
Willi Seibert (1908–1976)

- Seibert-Daiker, Felix (* 1982), deutscher Fernsehmoderator
- Seibert-Fohr, Anja (* 1969), deutsche Juristin, Rechtswissenschaftlerin und Hochschullehrerin
- Seibertz, Engelbert (1813–1905), deutscher Porträt- und Historienmaler
- Seibertz, Engelbert (1856–1929), deutscher Architekt des Historismus
- Seibertz, Johann Suibert (1788–1871), deutscher Historiker
- Seibertz, Uwe, deutscher Maler, Schauspieler und Synchronsprecher

### Seibi
- Seibicke, Ralf (* 1961), deutscher Beamter im Ruhestand
- Seibicke, Wilfried (1931–2009), deutscher Germanist und Namenkundler

### Seibl
- Seible, Theodor von (1850–1931), württembergischer Offizier
- Seiblin, Georg (1529–1591), Jurist, Kanzler und Diplomat des Hochstifts Worms

### Seibo
- Seibold, Andreas (* 1913), deutscher Fußballspieler
- Seibold, Edelfried (1908–1944), deutscher römisch-katholischer Geistlicher, Benediktiner und Märtyrer
- Seibold, Emily (* 2000), deutsche Tennisspielerin
- Seibold, Eugen (1918–2013), deutscher Meeresgeologe und Hochschullehrer
- Seibold, Gerhard (* 1943), österreichischer Kanute
- Seibold, Günter (1936–2013), deutscher Fußballspieler
- Seibold, Hans (1904–1974), deutscher Politiker (NSDAP), MdR
- Seibold, Heidi, deutsche Wissenschaftlerin und Unternehmerin
- Seibold, Ilse (1925–2021), deutsche Paläontologin und Wissenschaftshistorikerin
- Seibold, Jürgen (* 1960), deutscher Journalist und BuchautorJürgen Seibold (* 1960)

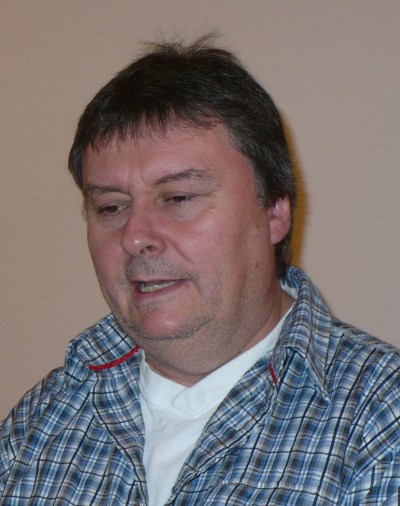
Jürgen Seibold (* 1960)

- Seibold, Kaspar (1914–1995), deutscher Landwirt und Politiker (CSU)
- Seibold, Marc (* 1987), deutscher Redakteur und Autor
- Seibold, Niko (* 1987), deutscher Jazzmusiker (Saxophone, Bassklarinette, Komposition)
- Seibold, Paul (1871–1954), preußischer Politiker (SPD), MdL und Landrat
- Seibold, Rudolf (1874–1952), österreichischer Schauspieler und Sänger
- Seibold, Siegfried (* 1959), deutscher Ringer
- Seibold, Silke (* 1994), deutsche Hörspielautorin
- Seibold, Sonja (* 1932), deutsche Holzbildhauerin und Medailleurin
- Seibold, Sven (* 1966), deutscher Psychologe und Verwaltungswirt
- Seibold, Werner (1948–2012), deutscher Sportschütze
- Seiboldsdorf, Stephan von († 1618), Fürstbischof von Freising
- Seiboldt, Ludwig (1941–2008), deutscher Agraringenieur und Politiker (CDU), MdL
- Seiboth, Frank (1912–1994), deutscher Politiker (GB/BHE, GDP, SPD), MdL, MdB
- Seibou, Laraïba (* 2000), beninische Schwimmerin

### Seibr
- Seibrich, Wolfgang (1942–2018), deutscher Kirchenhistoriker

### Seibt
- Seibt, Angelika (* 1954), deutsche Psychologin und Sachverständige für Handschriften sowie Autorin
- Seibt, Bastian (* 1978), deutscher Ruderer
- Seibt, Bruno (1856–1933), deutscher Politiker (Zentrum), MdR
- Seibt, Christoph H. (* 1965), deutscher Rechtsanwalt und Rechtswissenschaftler
- Seibt, Constantin (* 1966), Schweizer Journalist und AutorConstantin Seibt (* 1966)

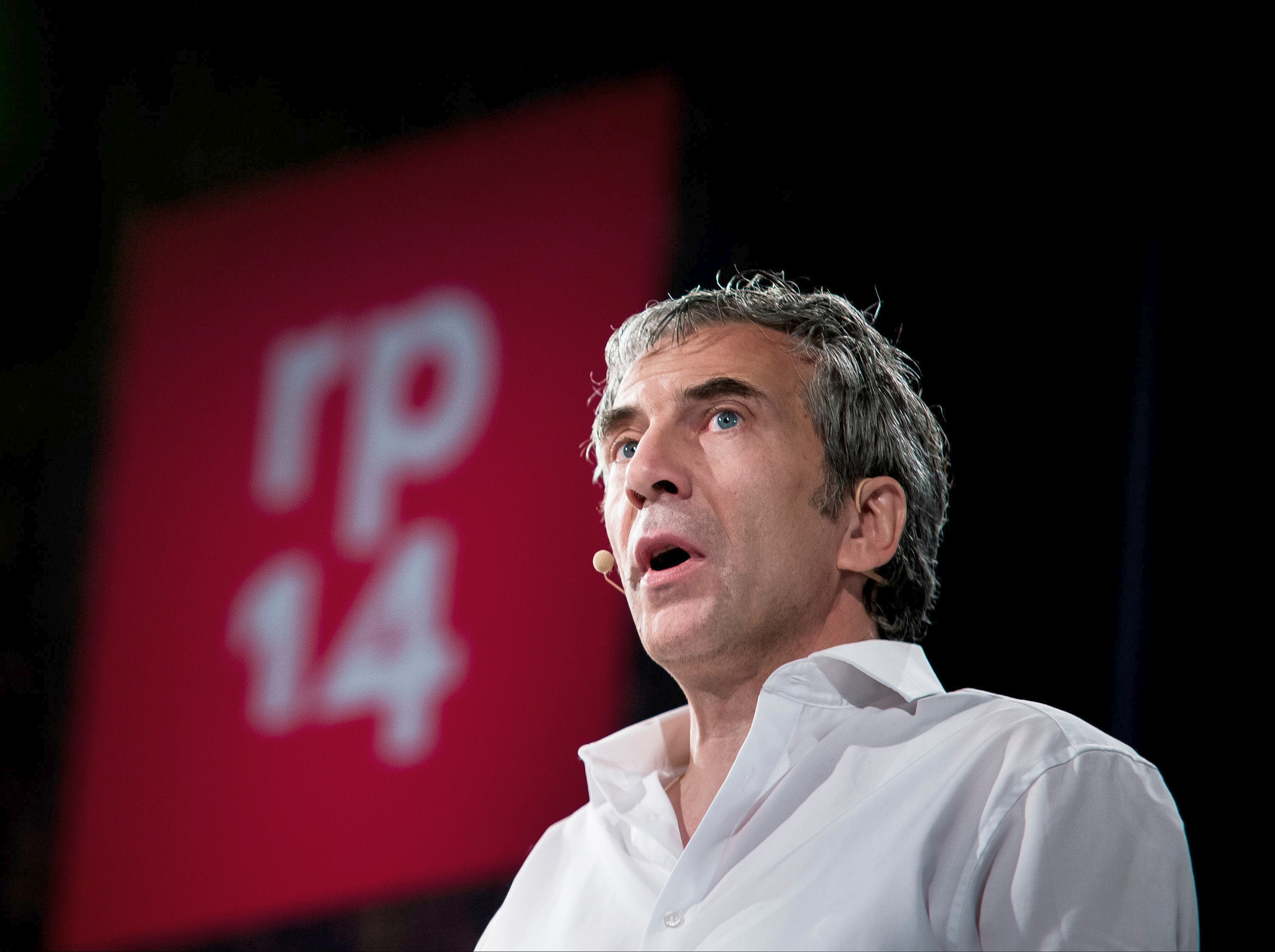
Constantin Seibt (* 1966)

- Seibt, Dietrich (* 1938), deutscher Wirtschaftswissenschaftler
- Seibt, Esther (* 1981), deutsche Schauspielerin
- Seibt, Ferdinand (1927–2003), deutscher Mittelalterhistoriker
- Seibt, Georg (1874–1934), deutscher Hochfrequenztechniker und Unternehmer
- Seibt, Gustav (* 1959), deutscher Historiker, Literaturkritiker, Schriftsteller und Journalist
- Seibt, HD (* 1956), deutscher Maler und bildender Künstler
- Seibt, Hellmut (1929–1992), österreichischer Eiskunstläufer
- Seibt, Karl Heinrich (1735–1806), deutscher Pädagoge und katholischer Theologe
- Seibt, Kurt (1908–2002), deutscher KPD-Funktionär und Politiker (SED), MdV
- Seibt, Naomi (* 2000), deutsche WebvideoproduzentinNaomi Seibt (* 2000)

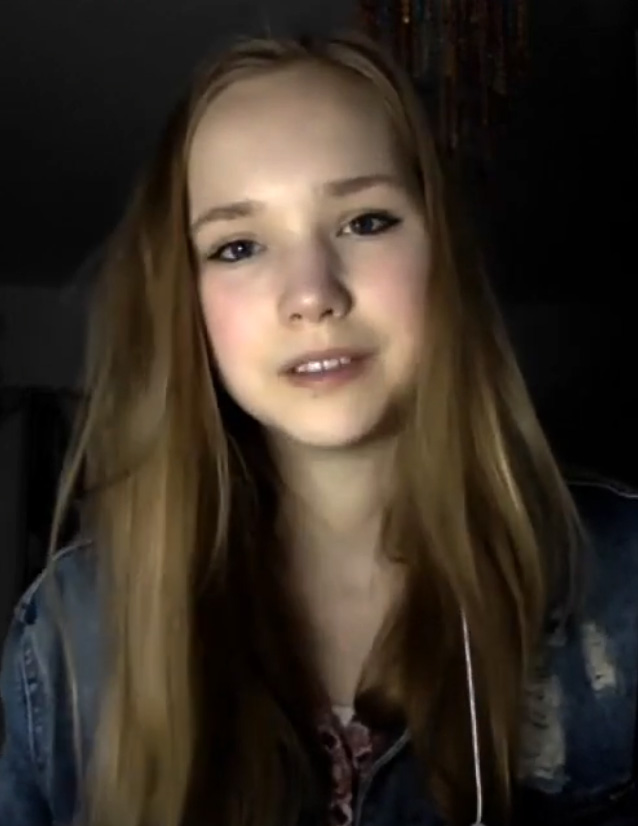
Naomi Seibt (* 2000)

- Seibt, Oliver (* 1969), deutscher Musikwissenschaftler und Musikethnologe
- Seibt, Oskar (1880–1947), sudetendeutscher Dirigent und Komponist
- Seibt, Robert, deutscher Schwimmer
- Seibt, Siegfried (1920–1982), deutscher Schauspieler und Synchronsprecher
- Seibt, Tatja (* 1944), deutsche Schauspielerin
- Seibt, Uta (* 1939), deutsche Zoologin
- Seibt, Werner (* 1942), österreichischer Byzantinist
- Seibt, Werner (* 1945), deutscher Fußballspieler

### Seibu
- Seibutis, Renaldas (* 1985), litauischer Basketballspieler